# Pir (soufisme)
Pīr (persan: پیر « ancien, aîné, vieux ») désigne, dans le soufisme, le maître spirituel ou le « directeur spirituel » qui guide le disciple sur la voie. En arabe, on emploie aussi les termes de cheikh (« ancien ») ou de murshid (« guide »).

## Origine
L'emploi du mot au sens de sage vient probablement de ce que l'on a vu une analogie entre vieillesse et sagesse.

## Histoire
Dans l'aire irano-turque, ce terme a été en général conféré aux fondateurs de confréries, et il est plus ou moins équivalent à cheikh. Les deux mots ont la même valeur honorifique, si bien que pîr a servi également à désigner des personnages particulièrement pieux, dont on vénérait les tombes ou les mausolées, dans ce qui s'apparente à un « culte des saints ».

## Alévisme
Dans l'alévisme, Pîr est un titre qui correspond au deuxième des trois rangs de l'institution de dede, ou chef spirituel.